# Walter Piatkowski
Walter „Walt” Piatkowski Jr (ur. 11 czerwca 1945 w Toledo) – amerykański koszykarz, polskiego pochodzenia, występujący na pozycji skrzydłowego.
Jego syn Eric występował w NBA.

## Osiągnięcia
Na podstawie, o ile nie zaznaczono inaczej.
NCAA
- Uczestnik turnieju NCAA (1968)
- Mistrz sezonu regularnego konferencji Mid-American (1968)
- Zaliczony do:
  - I składu konferencji MAC (1966, 1968)
  - II składu konferencji MAC (1967)
  - składu Converse Honorable Mention All-American (1968)
- Lider konferencji MAC w:
  - średniej punktów (1968)
  - liczbie punktów (1967, 1968)
  - skuteczności rzutów:
    - z gry (1968)
    - wolnych (1966, 1968)

ABA
- Zaliczony do I składu debiutantów ABA (1969)